# Pawłówka (wieś w województwie lubelskim)
Pawłówka – wieś w Polsce położona w województwie lubelskim, w powiecie tomaszowskim, w gminie Rachanie.
W latach 1975–1998 miejscowość położona była w województwie zamojskim.
Miejscowość położona w mezoregionie fizycznogeograficznym Grzęda Sokalska, na południowym skraju gminy Rachanie, nad strugą o nazwie Siklawa stanowiącą dopływ Huczwy. Na północ od Typina, dawniej zwana także Majdan Typiński.
Wieś stanowi sołectwo gminy Rachanie.

## Części wsi
| SIMC    | Nazwa         | Rodzaj    |
| ------- | ------------- | --------- |
| 0896686 | Nowe Rachanie | część wsi |
| 0896692 | Ostrów        | część wsi |

## Historia
Według wiadomości z historii własnej sołectw gminy Rachanie, wieś powstała w końcu wieku XVIII, a jej pierwotna nazwa to „Maydan Typiński”. Miejscowość wymienia Słownik geograficzny Królestwa Polskiego z roku 1886 jako wieś w powiecie tomaszowskim, gminie Majdan Górno, parafii Rachanie. Około roku 1886 wieś posiadała 32 domy zamieszkane przez 227 mieszkańców, w tym wyznania rzymskokatolickiego 195 osób, oraz 228 mórg gruntu. We wsi było wówczas 2 cieśli, 6 tkaczy, 6 kołodziejów, 1 stolarz, 2 łyżkarzy, 1 garncarz. Włościanie mieli także pasieki, około 70 uli. Był tu także folwark o obszarze 200 mórg.
Według spisu powszechnego z roku 1921 we wsi były 84 domy, w tym jeden niezamieszkany i 487 mieszkańców, z czego 56 Ukraińców i 8 Żydów. W folwarku był wówczas 1 dom i 14 mieszkańców, w tym 6 Ukraińców.